# Alejandro Burela
Alejandro Burela y Saavedra fue un destacado militar patriota de la Guerra de Independencia en el norte argentino.

## Biografía
Nació en Chicoana, Provincia de Salta. Era hermano del hacendado y coronel patriota Luis Burela, considerado el iniciador de la Guerra gaucha.
En marzo de 1811 integró brevemente el cabildo de la ciudad de Salta y en mayo de 1812 ingresó con el grado de cabo al cuerpo de Voluntarios de Caballería de Salta.
El 12 de junio de 1814 derrotó a los realistas en Gaona, provincia de Salta.
En noviembre de 1814 fue ascendido a alférez y el 14 de abril de 1817 a capitán.
El 3 de abril de 1817 venció y capturó en el paraje de Volcán (Jujuy) al teniente coronel Antonio Seoane.
Destacó en abril y mayo de ese año en la defensa de la ciudad de Salta.
En 1818 pasó al Escuadrón de Gauchos de Salta, al mando de Martín Miguel de Güemes, desempeñándose primero como capitán del Escuadrón de Gauchos de la Jurisdicción y Campaña de Salta, luego como comandante de la 3.º compañía del 2.º escuadrón y, una vez reconocidos los despachos por el Director Supremo José Rondeau el 27 de agosto de 1819, como capitán de la 2.º compañía del Escuadrón de Gauchos de Salta.
El 9 de septiembre de 1819 derrotó a los realistas mandados por el general Pedro Antonio Olañeta, en Rosario, provincia de Salta.
En junio de 1820 reemplazó a su hermano Luis Burela, quien había sido seriamente herido, como comandante de la partida Valor, debiendo enfrentar la invasión del general Juan Ramírez Orozco.
El 8 de junio derrotó a la división del general Jerónimo Valdés, en el combate de Cuesta de la Pedrera, Salta. Alejandro Burela tuvo un destacado papel en la derrota y persecución de las fuerzas realistas, lo que fue reconocido por Güemes en su parte del 22 de junio.
En 1821 participó de la lucha contra la nueva entrada enemiga encabezada por el coronel Guillermo Marquiegui. Bajo el mando del general José Ignacio Gorriti el 27 de abril tomó parte de la abrumadora victoria sobre Marquiegui en el llamado Día Grande de Jujuy.
Tras la muerte de Güemes el 17 de junio de ese año, Burela continuó la lucha bajo el mando del coronel Jorge Enrique Vidt hasta lograr la retirada del general Pedro Antonio de Olañeta.
Ese año Burela fue ascendido a teniente coronel y el 7 de marzo de 1824 fue nombrado comandante del Escuadrón de Gauchos de Salta.
El 21 de abril de 1839 hizo testamento en La Merced, Salta, falleciendo pocos días después.
Casó con María del Rosario Gauna, con quien tuvo una hija, Josefa, y dos hijos, el futuro sargento mayor de Guardias Nacionales Manuel Serapio Burela (1825-1889) y Segundo Burela (1836).